# Франц Набъл (награда)
Международната литературна награда „Франц Набъл“ (на немски: Franz-Nabl-Preis) е учредена през 1975 г. от град Грац и се присъжда на всеки две години.
Отличието носи името на австрийския белетрист и драматург Франц Набъл.
Наградата е на стойност 14 500 евро.

## Носители на наградата (подбор)
- Елиас Канети (1975)
- Манес Шпербер (1977)
- Илзе Айхингер (1979)
- Херман Ленц (1981)
- Криста Волф (1983)
- Петер Хандке (1985)
- Волфганг Кьопен (1987)
- Ханс Карл Артман (1989)
- Мартин Валзер (1993)
- Кристоф Рансмайр (1995)
- Херта Мюлер (1997)
- Барбара Фришмут (1999)
- Урс Видмер (2001)
- Норберт Гщрайн (2004)
- Йозеф Винклер (2005)
- Терезия Мора (2007)
- Алфред Колерич (2009)
- Марлене Щреерувиц (2015)